# Геннінг Торсен
Геннінг Торсен (дан. Henning Thorsen, нар. 20 жовтня 1959, Данія) — колишній данський стронгмен, переможець змагань Найсильніша людина Європи та неодноразовий учасник змагання Найсильніша людина Світу. Шість разів (1984, 1987, 1988, 1989, 1991 та 1992) вигравав змагання Найсильніша людина Данії. 1990 року виграв змагання Найсильніший вікінг Данії.